# 満洲リバイバル

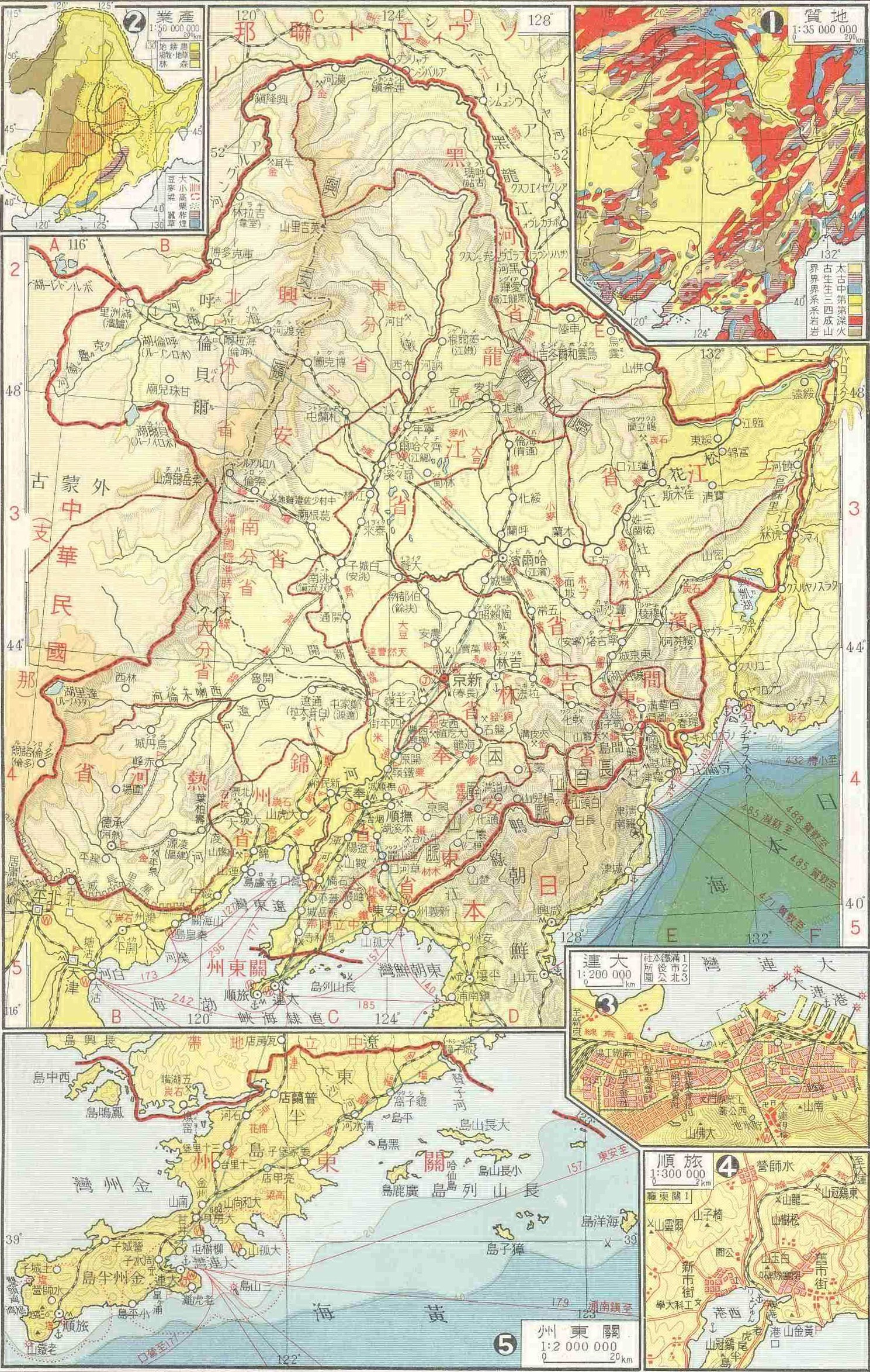
満洲の地図

満洲リバイバル（まんしゅうリバイバル、英語: Manchurian revival）は、満洲（中華人民共和国遼寧省）の教会と宣教部でのプロテスタント・クリスチャンの生活の霊的刷新の期間である。それは、国際的と同じくらいの、中国全土で評判を得た最初のリバイバルであった。ロザリンド（ベル・スミス）ゴーフォースという妻と共に活躍した、カナダ長老ミッションのカナダ長老宣教師だったジョナサン・ゴーフォースによって導かれた半日の集会の期間中に起こった。彼は20世紀初頭の中国での宣教師リバイバリストの先駆者となり、リバイバリズムを宣教師の働きの重要な要素として確立するのを助けになった。中国でのリバイバルの影響は海外に及び、アメリカ合衆国のキリスト教の教派間に緊張をもたらし、根本主義者とモダニストの論争を煽った。